# Clemens Gottwald
Clemens Gottwald (* 1995 in Zimmerbach) ist ein deutscher Jazzmusiker (Posaune, auch Bassposaune, Gesang, Komposition).

## Leben und Wirken
Gottwald begann 2004 im Musikverein seines Heimatdorfes Posaune zu spielen; bis 2013 wurde er dort von Hans Kuhnle unterrichtet. Er spielte nicht nur im Blasorchester, sondern ebenso in der Bigband, Jazzcombos und klassischen Bläserensembles. Von 2012 bis 2014 erhielt er Unterweisung auf der Jazzposaune bei Eberhard Budziat. 2013/14 besuchte er die Berufsfachschule für Musik des Bezirks Mittelfranken in Dinkelsbühl. Er war Mitglied in den Landesjugendjazzorchestern von Bayern und Nordrhein-Westfalen. Zwischen 2014 und 2019 studierte er an der Hochschule für Musik und Tanz Köln bei Henning Berg und Max von Einem im Jazzstudiengang.
Gottwald gehörte zu der Bläserformation Brass for Bells. 2024 veröffentlichte er bei Double Moon Records sein Debütalbum Prisma, das im Quartett mit Simon Below, Conrad Noll und Mareike Wiening entstand; an vier Titeln ist auch die Gitarristin Christina Zurhausen beteiligt. Mit Julia Bak bildet er zudem das Pop-Duo Julie and Me. Weiterhin ist er Mitglied in der Bigband Grand Central Orchestra. Mit Nina’s Rusty Horns, die sich dem New Orleans Jazz verschrieben haben, ist er auch auf Nina Lentföhrs Album Zuviel ist nicht genug (2023) zu hören.
Seit 2022 ist Gottwald zudem Lehrbeauftragter für Jazz-Posaune und Ensembleleitung an der Hochschule für Musik Würzburg.